# Cimoszka
Cimoszka [pronunciación en polaco: /t͡ɕiˈmɔʂka/] es un Asentamiento ubicado en el distrito administrativo de Gmina Janów, dentro del Condado de Sokółka, Voivodato de Podlaquia, en el norte de Polonia oriental. Se encuentra aproximadamente a 7 kilómetros al sureste de Janów, a 15 kilómetros al oeste de Sokółka, y a 35 kilómetros al norte de la capital regional Białystok.
El pueblo es el lugar de nacimiento del matemático polaco Józef Marcinkiewicz.